# Свети Атанасий (Галатини)
Вижте пояснителната страница за други значения на Свети Атанасий.
„Свети Атанасий“ (на гръцки: Αγίου Αθανασίου) е възрожденска православна църква в село Галатини (Конско), Егейска Македония, Гърция, част от Сисанийската и Сятищка епархия.
Църквата е изградена в 1822 година под ръководството на свещеник Янис Дзолияс (Папаянис) в памет на избитите от албанците жени и деца в манастира „Свети Атанасий“ край Селица. В 1976 година храмът е обновен.